# Лам
Лам (њем. Lam) град је у њемачкој савезној држави Баварска. Једно је од 38 општинских средишта округа Кам. Према процјени из 2010. у граду је живјело 2.845 становника. Посједује регионалну шифру (AGS) 9372138.

## Географски и демографски подаци
Лам се налази у савезној држави Баварска у округу Кам. Град се налази на надморској висини од 485-1293 метра. Површина општине износи 33,4 km². У самом граду је, према процјени из 2010. године, живјело 2.845 становника. Просјечна густина становништва износи 85 становника/km².